# Llibertat, igualtat, fraternitat

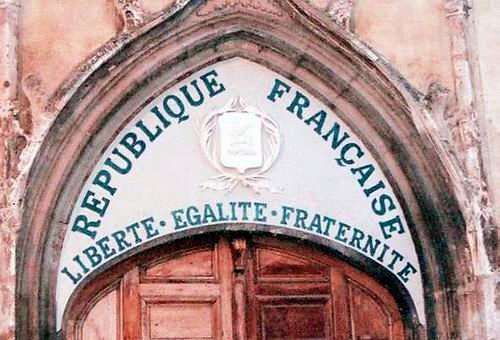
Timpà de l'església de Sant-Pancraç d'Aups

Llibertat, igualtat, fraternitat (francès: Liberté, égalité, fraternité, AFI: [li.bɛʁ.'te e.ɡa.li.'te fʁa.tɛʁ.ni.'te]) era el lema de la Revolució Francesa. Després de diverses abolicions i restauracions, va esdevenir definitivament el lema nacional de França el 1946 amb la constitució de la Quarta República Francesa. Actualment és el lema oficial de la República Francesa i de la República d'Haití.

## Història
A la fi del segle xvii, Fénelon va ésser el primer a associar les tres paraules. El 1790, Robespierre les va decretar per primera vegada a la primera Assemblea Nacional quan proposà que la Guàrdia Nacional portés els tres mots a l'uniforme i als seus estàndards. D'aquest moment, el lema fou pintat i esborrat diverses vegades. El Primer Imperi, la Restauració, el Segon Imperi i finalment el Govern de Vichy (1940-1945) van abolir aquesta obligació, degut al fet que era contrària, en major o menor mesura, als seus principis. Li va caldre gairebé un segle i mig, dues guerres i la constitució francesa de la Quarta República del 27 d'octubre 1946 abans de fixar-se fins als nostres dies.
Tot i no esdevenir un lema nacional a altres països, els tres principis van inspirar moltes constitucions als segles XIX i XX. Sovint hom els trobarà als primers articles.

## Significat dels elements del lema

### Llibertat
Llibertat és el primer mot del lema republicà, que va definir-se a les diverses declaracions dels drets de l'home que circulaven a la fi del segle xviii. Era el terme d'una llarga evolució d'idees de llibertat com a privilegi fins a llibertat com a dret natural de tothom. Aquesta evolució anava junt amb el renaixement de la idea de la persona individual al segle xv després del col·lectivisme de l'edat mitjana al qual cada home només era una part del cos místic de Jesucrist, el qual tenia el seu lloc en una jerarquia ‘natural'.
La llibertat consisteix a poder fer tot allò que no sigui perjudicial per als altres. Així, l'exercici dels drets naturals de cada persona no té cap més límits que aquells que asseguren als altres membres de la societat gaudir d'aquests mateixos drets; aquests límits només poden ser determinats per la llei. Es resum en el principi: "no facis a altri el que no vols que et facin a tu".

### Igualtat
Igualtat vol dir que la llei és la mateixa per a tots, que no hi ha cap diferència de drets o de deures hereditaris lligats a l'origen familiar o a l'estament. Tothom ha de contribuir a les despeses públiques en la mesura de les seves possibilitats. Aquest principi posà fi als privilegis de l'Antic Règim.
Aquest concepte també va continuar evolucionant. Només el 1945, les dones franceses van obtenir el dret a votar. Diversos grups, com les dones, els homosexuals, les persones diferents de pell i de parla van haver de lluitar i continuen lluitant pel reconeixement de la seva igualtat i la supressió de les discriminacions. El dret d'igualtat davant la llei va ser interpretat de vegades per a imposar el 'deure' d'igualtat amb una única llengua a un estat. Una implicació paradoxal més recent del concepte és el dret a la diferència.

### Fraternitat
La fraternitat és un deure envers altri, principi al fons de totes les expressions de la solidaritat universal. Dins una humanitat de persones lliures i iguals, el principi de la fraternitat imposa prendre cura d'altri i treballar per millorar el seu destí.

## Miscel·lània
- Llibertat, igualtat, fraternitat és també el lema del partit polític català Esquerra Republicana i de la francmaçoneria liberal que segueix el model del Gran Orient de França.
- En la seva "articulació ternària de l'organisme social", Rudolf Steiner reprèn el lema proposant que en la vida social es faci una neta distinció entre "llibertat en l'àmbit cultural, igualtat en l'àmbit jurídic i fraternitat en l'àmbit econòmic".